# Eutyche de Rome
Ne doit pas être confondu avec Eutychien.
Pour les articles homonymes, voir Eutychius.
Eutyche (ou Eutyque), est un martyr chrétien sous le règne de Dioclétien, dont la mémoire nous est connue par une gravure du pape Damase Ier. Sa mémoire est fêtée dans l’Église catholique le 4 février.

## Biographie
Lors des persécutions contre les chrétiens sous l'empereur Dioclétien, Eutyche est arrêté et mis en prison à Rome. Son hagiographie relate qu'il fut enfermé durant 12 jours dans un sombre cachot où il fut privé de nourriture, d'eau et de sommeil. Le sol était couvert de tessons de tuiles coupants, empêchant le condamné de s'allonger et de dormir. À l'issue de cette période il fut décapité et enterré dans les catacombes. Plus tard, le pape Damase Ier fit graver sur sa tombe le texte suivant : « Nous l'avons cherché, nous l'avons trouvé et nous le vénérons. Il est bon, il est puissant auprès de Dieu. Damase a célébré ses mérites. Vénère son tombeau »,,.